# Amorpha fruticosa
El añil bastardo de Cayena, mangle de la Luisiana o falso indigo (Amorpha fruticosa) es un arbusto de tres a cinco metros originario del este de Canadá, norte de México, y la mayoría de EE. UU. continental, y probablemente naturalizada en áreas occidentales. Es una especie introducida a Europa, Asia, y otros continentes. Es cultivada como planta ornamental y muchas poblaciones silvestres descienden de escapes. 

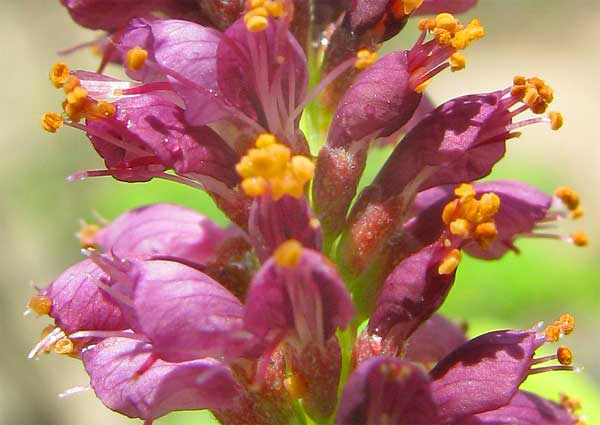
Flores

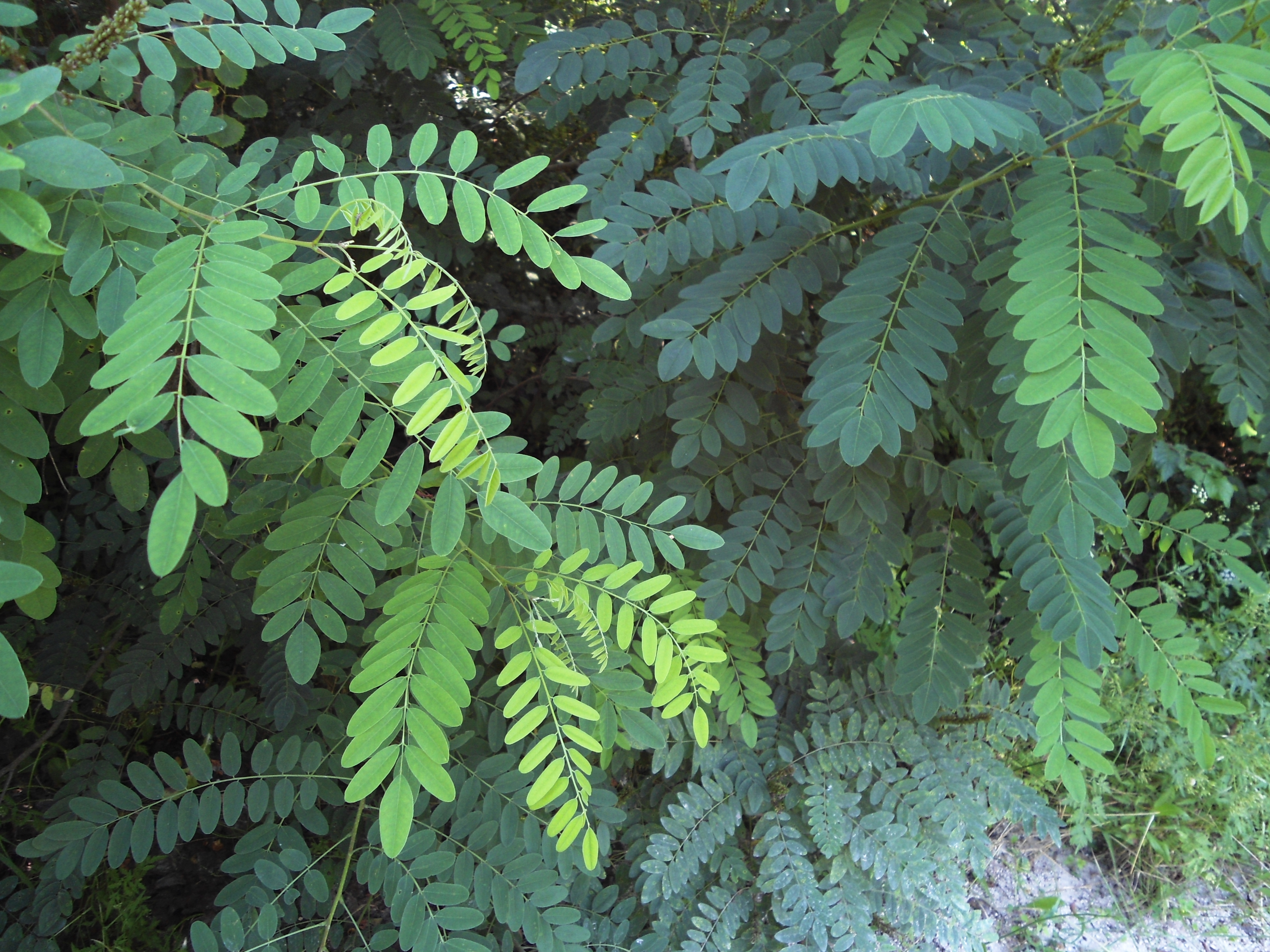
Detalle de la planta

## Descripción
Sus flores son de un color azul-violeta que es lo que le da el nombre, tienen sólo un pétalo. Los estambres están cubiertos de un polen de un amarillo brillante que se extiende hasta el pétalo. Las flores están agrupadas en largos y densos conjuntos en la punta de las ramas. Es una planta leñosa que usualmente crece 2 metros de alto. Siendo un miembro de la familia de los chíncharos o arvejas, tiene las hojas compuestas con muchos folíolos opuestos que algunas veces son confundidas con las hojas de acacia. 

## Hábitat
Crece en suelos húmedos y arenosos cerca de los diques y lugares donde el agua está cerca de la superficie. Sus abundantes ramas hacen un lugar acogedor para los nidos de pájaros. 

## Propiedades
El 6'-O-β-D-glucopyranosyl-12a-hydroxydalpanol, un rotenoide, se puede encortar en la fruta de A. fruticosa.

## Taxonomía
Amorpha fruticosa fue descrita por Carlos Linneo    y publicado en Species Plantarum 2: 713. 1753.
Etimología
Amorpha: nombre genérico que deriva de la palabra griega: amorphos cuyo significando "deformado", es una alusión al  único pétalo de la flor.
fruticosa: epíteto latíno que significa "arbustivo".
Sinonimia
| - Amorpha angustifolia (Pursh) F.E.Boynton - Amorpha arizonica Rydb. - Amorpha bushii Rydb. - Amorpha croceolanata P.Watson - Amorpha curtissii Rydb. - Amorpha dewinkeleri Small - Amorpha emarginata Eastw. - Amorpha emarginata Sweet | - Amorpha fragrans Sweet - Amorpha humilis Tausch - Amorpha occidentalis Abrams - Amorpha occidentalis var. arizonica (Rydb.) E.J.Palmer - Amorpha occidentalis var. emarginata E.J. Palmer - Amorpha pendula Carrière - Amorpha tennesseensis Shuttlew. ex Kunze - Amorpha virgata Small |